# 1628
1628 (MDCXXVIII) var ett skottår som började en lördag i den gregorianska kalendern och ett skottår som började en tisdag i den julianska kalendern.

## Händelser

### Januari
- 12 januari – Sveriges riksdags hemliga utskott ger Gustav II Adolf fullmakt att med alla medel ingripa i trettioåriga kriget.

### Mars
- 18 mars – Livrustkammaren grundas genom att Gustav II Adolf beordrar, att de kläder, som han burit i slagen vid Danziger Haupt och Dirschau året innan skall ställas ut.

### Juni
- 24 juni – Då den fria staden Stralsund belägras av kejsarens befälhavare Wallenstein går Sverige och Danmark i förbund med staden och lämnar bistånd till den, Sverige 2.000 man.

### Juli
- 15 juli – Svenskarna besegrar polackerna i land-sjöslaget vid Danzig.
- 24 juli – Med hjälp av det svenska biståndet lyckas man häva belägringen av Stralsund.

### Augusti
- 10 augusti – Regalskeppet Vasa förliser under sin jungfrufärd i inloppet till Stockholm.[1]

### September
- September – Protestanterna besegras av kejsarens trupper i slaget vid Wolgast.

### Oktober
- 14 oktober – Svenskarna besegras av polackerna i slaget vid Osterode.

### Okänt datum
- En rättegång, för att utröna vem som bär ansvaret för Vasas förlisning, hålls, men utan resultat. Även bärgningsförsöken misslyckas.
- Lilla Rågö inköps av greve Thomas von Ramm.
- Den statliga myndigheten Lantmäteriet bildas.
- Bridgetown på Barbados, grundläggs av britterna.
- Krasnojarsk i Sibirien, grundläggs av ryssarna.
- William Harvey publicerar sin forskning om blodcirkulation i Exercitatio Anatomica de Motu Cordis et Sanguinis in Animalibus.[2]

## Födda
- 12 januari – Charles Perrault, fransk författare.
- 20 januari – Guillaume Courtois, fransk konstnär och etsare.
- 10 mars – Marcello Malpighi, italiensk fysiolog.
- 16 mars – Svante Larsson Sparre, landshövding.
- 17 mars – François Girardon, fransk skulptör.
- 26 mars – Sofia Amalia av Braunschweig-Lüneburg, drottning av Danmark och Norge 1648–1670, gift med Fredrik III.
- 23 april – Johann van Waveren Hudde, nederländsk matematiker (död 1704).
- 25 april – David Klöcker Ehrenstrahl, svensk konstnär.
- 15 maj – Carlo Cignani, italiensk målare.
- 25 december – Noël Coypel, fransk konstnär
- Jacob Isaakszoon van Ruysdael, nederländsk landskapsmålare.
- Pedro de Mena, spansk skulptör.
- Biagio Falcieri, italiensk konstnär.
- Andrea Suppa, italiensk marinkonstnär.
- Giovanni Battista Venanzi, italiensk kyrkomålare.
- Anne Chabanceau de La Barre, fransk sångerska, första hovsångerskan vid svenska hovet.

## Avlidna
- 14 januari – Francisco Ribalta, spansk konstnär
- 23 september – Amalia von Hatzfeld, svensk grevskapsförvaltare.
- Oktober – Juan Ribalta, spansk konstnär
- Hans Collaert, flamländsk konstnär
- Giacomo Locatelli, italiensk konstnär
- Ding Yunpeng, kinesisk konstnär
- Jan H. Muller, nederländsk konstnär

### Fotnoter
1. ↑  ”Värmlands brandhistoriska klubb”. Arkiverad från originalet den 12 oktober 2011. https://www.webcitation.org/62NB7kO36?url=http://www.brandhistoriska.org/olyckor_se.html. Läst 25 mars 2011.
2. ↑   The Hutchinson Factfinder. Helicon. 1999. ISBN 1-85986-000-1